# Bunomys andrewsi
Bunomys andrewsi е вид гризач от семейство Мишкови (Muridae). Видът не е застрашен от изчезване.

## Разпространение и местообитание
Разпространен е в Индонезия.
Обитава тропически райони, гористи местности и храсталаци.